# Musikjahr 1556
Liste der Musikjahre

◄◄ | ◄ | 1552 | 1553 | 1554 | 1555 | Musikjahr 1556 | 1557 | 1558 | 1559 | 1560 | ► | ►►

Weitere Ereignisse
Dieser Artikel behandelt das Musikjahr 1556.

## Ereignisse

### Heiliges Römisches Reich

#### Hofkapelle von Kaiser Karl V.
- Nicolas Payen, der seit 1540 in der Hofkapelle von Kaiser Karl V. als clerc d’oratoire und chapelain des hautes messes gewirkt hat, tritt nach der Abdankung Karls V. im Oktober 1555 als Hofkapellmeister in die Dienste von dessen Sohn und Nachfolger Philipp II.

#### Bayerischer Reichskreis

##### Herzogtum Bayern
- Ludwig Daser ist seit 1552 Kapellmeister der Münchner Hofkantorei.
- Franciscus Florius ist – wie die musikhistorische Forschung annimmt – zusammen mit Orlando di Lasso im Herbst 1556 nach München gekommen, wo er an der Hofkapelle von Herzog Albrecht V. eine Anstellung als Sänger erhält, und zwar als Hofbassist. Seine Besoldung ist höher als die des damaligen Kapellmeisters Ludwig Daser.
- Orlando di Lasso, der für zwei Jahre in Antwerpen gelebt und sich erfolglos um eine Anstellung in Italien oder Spanien bemüht hatte, veröffentlicht 1556 beim Verlag Johann Laet sein „Antwerpener Motettenbuch“, das Antoine Perrenot de Granvelle gewidmet ist, einem einflussreichen Politiker und Minister Karls V. und Philipps II. Auf die Vermittlung von Granvelle und des in Antwerpen Handel treibenden Johann Jakob Fugger erhält Orlando di Lasso im September 1556 eine Anstellung als Tenorsänger am Hof Herzogs Albrecht V. in München. Dort bezieht er ein außerordentlich hohes Salär, was darauf hindeutet, dass er von Anfang an zeitweise neben Ludwig Daser auch als Kapellmeister tätig ist.
- Ivo de Vento kommt im Zuge der Anwerbung junger Sänger aus den Spanischen Niederlanden, vielleicht durch Orlando di Lasso, im September 1556 oder etwas später an den herzoglich-bayerischen Hof von Albrecht V. nach München. Er wirkt zunächst bis September 1559 als Sängerknabe unter dem Hofkapellmeister Ludwig Daser.

#### Burgundischer Reichskreis

##### Markgrafschaft Antwerpen
- Antoine Barbé hat – nach den Akten der Kathedrale von Antwerpen – von 1527 bis 1562 die Stelle des Kapellmeisters inne.
- Séverin Cornet lebt von 1555 bis 1564 in Antwerpen, wo er als Sänger tätig ist. In dieser Zeit heiratet er Jeanne Barbé, die Tochter des Komponisten Antoine Barbé.
- Tielman Susato, der 1543 in Antwerpen ein dreijähriges Druckerprivileg erhalten hat, bringt in den Jahren zwischen 1543 und 1561 drei Bände mit Messkompositionen heraus, 19 Motetten- und 22 Chansonbücher, darüber hinaus eine Serie mit elf Bänden Musyck Boexken. Seine Publikationen sind in der Mehrheit Sammelbände mit Werken mehrerer Komponisten. Seit 1531 ist Susato außerdem Mitglied der Antwerpener Stadtmusikanten; er spielt die Instrumente Flöte, Blockflöte, Krummhorn, Feldtrompete und Posaune und hat vielleicht auch die abendlichen Andachten der Bruderschaft begleitet.
- Gérard de Turnhout ist seit dem Jahr 1545 Chorsänger an der Liebfrauenkirche in Antwerpen.
- Hubert Waelrant mietet sich von 1553 bis 1556 im Haus des Spielmanns Gregorius de Coninck in Antwerpen ein. Teil des Mietvertrages ist, dass Waelrant den Knaben, die bei dem Mietherrn eine Lehre absolviert haben, kostenlosen Gesangsunterricht erteilt. In den Jahren 1554 bis 1558 arbeitet er mit dem Drucker Jan De Laet zusammen (Waelrant & Laet) und wirkt hier als Verleger und Verkäufer; in dieser Zeit bringen beide sechzehn schön gestaltete Musikdrucke heraus.

##### Herzogtum Brabant
- Benedictus Appenzeller, der seit 1536 Sänger am habsburgischen Hof der Regentin Maria von Ungarn in Brüssel und seit 1537 Leiter der Chorknaben (maître des enfants) war, bleibt – vermutlich aus Altersgründen – in Brüssel, als Maria von Ungarn nach der Abdankung von Kaiser Karl V. ihre Regentschaft in Brüssel aufgibt und ihren Wohnsitz mitsamt Hofstaat und Bibliothek nach Valladolid in Spanien verlegt. Appenzeller übt in Brüssel vom 28. Dezember 1555 bis Ende 1558 das Amt des Singmeisters an der Kirche Sainte-Gudule aus.

##### Grafschaft Flandern
- Cornelius Canis, der seit Juni 1542 Nachfolger von Thomas Crécquillon als Hofkapellmeister der Grande Chapelle von Karl I. in Madrid war, diese Stelle 1555 aufgegeben und Madrid im Herbst 1555 unter Mitnahme großzügiger Vergünstigungen und völliger Reisefreiheit verlassen hat, lebt in Gent.
- Thomas Crécquillon, der „maistre de la chapelle“ am Hof von Kaiser Karl V. war, lebt spätestens seit 1555 im Ruhestand, hat Pfründen in Dendermonde, Namur und Béthune und seit 1555 auch ein Kanonikat in Béthune.
- Christian Hollander ist als „Christiaen Janszone, gheseyed de Hollandere“ seit dem 1. Juni 1549 Singmeister an der Kirche St. Walburga in Oudenaarde. Diese Stellung hat er bis 1557 inne.
- Pierre de Manchicourt, der seit 1554 Gesangslehrer an der Kathedrale von Tournai war, ist 1556 wieder in Arras tätig, und zwar als „Chorherr“.

##### Grafschaft Holland
- Cornelis Boskoop ist seit dem 1. Mai 1554 und bis März 1573 Organist an der Oude Kerk in Delft.

##### Tournai
- Nicolas Gombert ist Kanoniker in Tournai, wo er seit 1534 eine kirchliche Sinekure innehat. Sein Name erscheint nicht in der Liste der Geistlichen, die in Tournai Messen gelesen haben, und er übt wohl keine priesterlichen Funktionen mehr aus. Hier dürfte er auch Pierre de Manchicourt kennen gelernt haben. Der Musiktheoretiker Hermann Finck befasst sich in seinem Buch Practica musica aus dem Jahre 1556 mit Gomberts Biografie und zählt ihn zu den noch lebenden Komponisten.

#### Fränkischer Reichskreis

##### Reichsstadt Nürnberg

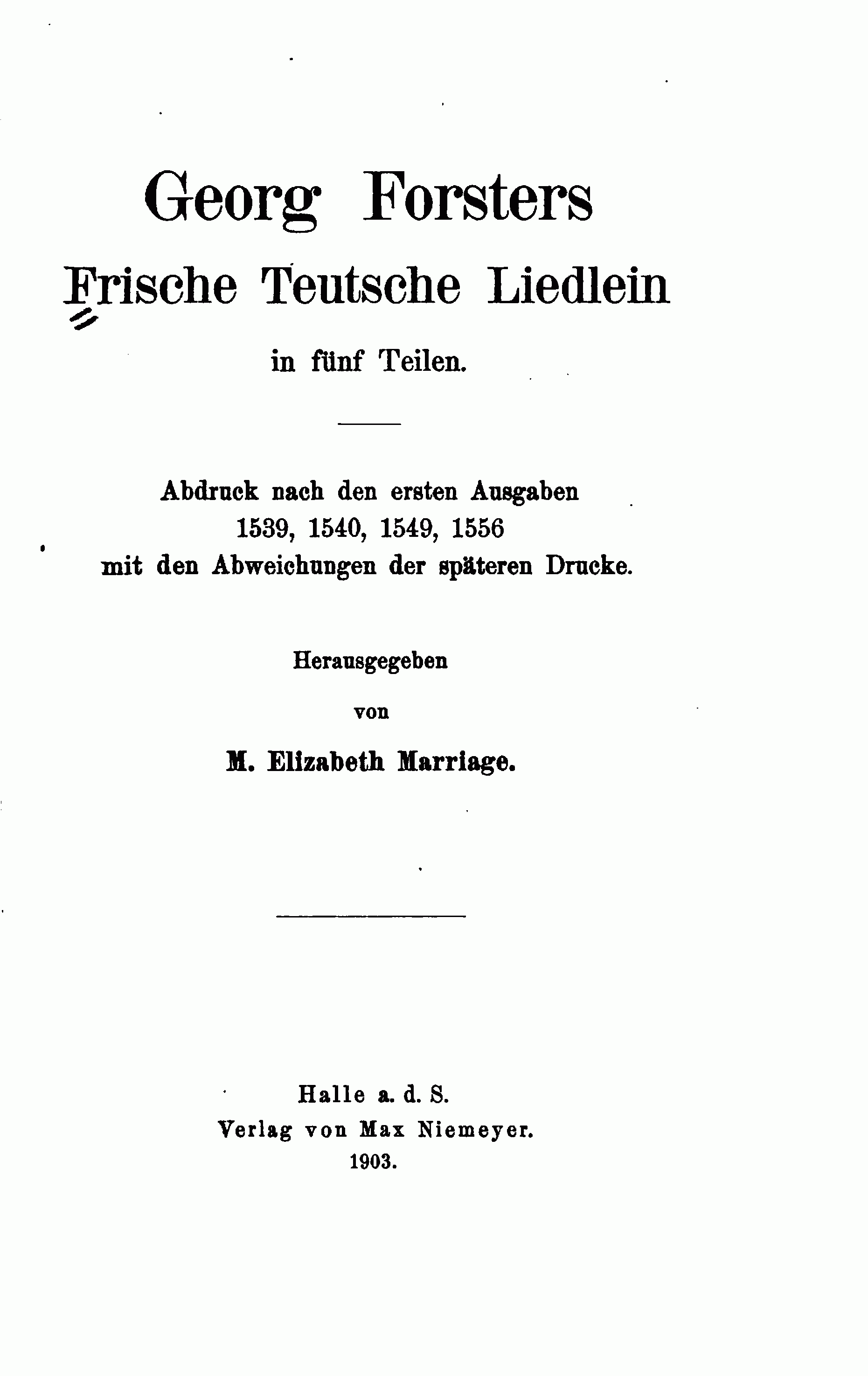
Nachdruck der Frische Teutsche Liedlein von Georg Forster aus dem Jahre 1903

- Georg Forster lebt seit 1548 in Nürnberg, wo er zum Leibarzt von Abt Friedrich zu Hailsbronn ernannt wurde. In Nürnberg bleibt er 20 Jahre bis zu seinem Tod. 1556 veröffentlicht er in Nürnberg die weltlichen Sammlungen „Der vierdt Theyl schöner frölicher frischer alter und newer teutscher Liedlein“ mit 40 Liedern zu vier Stimmen und „Der fünffte Theil schöner frölicher alter und newer teutscher Liedlein“ mit 52 Liedern zu fünf Stimmen.
- Hans Neusidler heiratet – fünf Monate nach dem Tod seiner ersten Frau – am 4. Mai 1556 Walpurg Wittig.

#### Kurrheinischer Reichskreis

##### Kurpfalz
- Jobst von Brandt ist seit 1548 Hauptmann in Waldsassen (Oberpfalz) und Verwalter des dortigen Klosters sowie Pfleger von Liebenstein bei Tirschenreuth. Mehr als 60 seiner Lieder werden in Georg Forsters Frischen teutschen Liedlein veröffentlicht.
- Sebastian Ochsenkun ist seit 1544 Lautenmeister am kurpfälzischen Hof in Heidelberg. 1556, zum Regierungsantritt des Pfalzgrafen Ottheinrich zu Pfalz-Neuburg, bringt er die Lieder- und Motettensammlung Tabulaturbuch auff die Lauten heraus (deutsche Lautentabulatur), die 1558 in Heidelberg verlegt wird und neben eigenen Werken auch Bearbeitungen fremder Kompositionen enthält.
- Stephan Zirler, der kurfürstlicher Hofbeamter am Hof von Kurfürst Friedrich III. ist, wird in den Unterlagen des Hofs ab 1556 als Hofrat geführt.

#### Niederrheinisch-Westfälischer Reichskreis

##### Hochstift Cambrai
- Im Jahr 1548 und später mehrfach bis 1556 erscheint ein Philippe de Monte als petit vicaire an der Kathedrale von Cambrai; ob es sich dabei um den Komponisten handelt, ist nicht ganz sicher. Ab 1556 erscheinen viele seiner Madrigale in Sammeldrucken in Italien.

##### Hochstift Lüttich
- Ludovicus Episcopius wirkt seit 19. Oktober 1545 als zangmeester an der Kollegiatkirche St. Servatius in Maastricht. Er bekommt mehrere Benefizien und wird Mitglied der Bruderschaft der Kapläne als einer der scriptores chori. Diese Stellung behält er bis ins Jahr 1566.
- Johannes de Fossa hat wahrscheinlich in den 1540er bis 1550er Jahren in Lüttich seine Ausbildung.
- Jean De Latre ist seit November 1544 in der Nachfolge von Adam Lauri succentor an der Kirche St. Martin in Lüttich. Er leitet die Kapelle der Kirche fast 20 Jahre lang mit Geschick und Erfolg. Ebenfalls seit 1544 wirkt De Latre als Kapellmeister des Lütticher Fürstbischofs Georg von Österreich, einem humanistisch gesinnten Musikfreund. Hier hat er den Nutzen wichtiger Kontakte zu anderen Künstlern wie Lambert Lombard (1506–1566) und Franciscus Florius (1516–1570) und zu weiteren wichtigen Personen im Umkreis des Bischofs.

##### Vereinigte Herzogtümer Jülich-Kleve-Berg
- Martin Peudargent ist Hofkomponist in den Diensten von Wilhelm V. von Jülich-Kleve-Berg.

#### Niedersächsischer Reichskreis

##### Fürstentum Braunschweig-Wolfenbüttel
- Johann Zanger der Ältere, der seit 1548 in Braunschweig als Rektor am Katharineum tätig war, ist seit 1553 Pfarrer an der Petrikirche.

##### Erzstift Magdeburg
- Gallus Dreßler wird 1556 Nachfolger von Martin Agricola als Kantor und Musikdirektor an der Lateinschule in Magdeburg.

##### Hamburg
- Jacob Praetorius der Ältere, der wahrscheinlich in seiner Heimatstadt Magdeburg Unterricht von Martin Agricola erhielt, ist von 1555 bis zu seinem Tod als Organist und Kirchenkomponist an zwei Kirchen in Hamburg nachweisbar.

#### Oberrheinischer Reichskreis

##### Hochstift Straßburg
- Wolff Heckel, der als Lautenist und Komponist einen großen Teil seines Lebens in Straßburg verbringt, veröffentlicht hier 1556 sein wichtigstes Werk, das Lautten Buch. Es handelt sich dabei um eine Sammlung von über hundert Stücken für zwei Lauten (Diskant- und Tenorlaute), das in deutscher Lautentabulatur notiert ist. Es beinhaltet fünf Teile, Teütsche stuck, Lateinische stuck, Frantzoesische stuck oder lieder, Itallianische stuck oder Lieder sowie Allerley Tentz auff Teütsch auszgesetzt und zählt zu den wichtigen frühen gedruckten Werken für Renaissancelaute. Die Sammlung erscheint im Druck zuerst 1556 durch Urban Wyß, eine zweite Auflage mit geringfügigen Änderungen folgt 1562 durch Christian Müller.

#### Obersächsischer Reichskreis

##### Kurfürstentum Sachsen
- Wolfgang Figulus, der von 1549 bis 1551 als Thomaskantor der Thomasschule in Leipzig gewirkt hat, ist von 1551 bis zu seiner Pensionierung 1588 Kantor und Lehrer an der Fürstenschule in Meißen. Er unterrichtet die Fächer Musik, Latein und Religion und sorgt für die musikalische Gestaltung der Gottesdienste in der Afrakirche.
- Hermann Finck, der 1545 Student an der Universität Wittenberg war, unterrichtet hier ab dem Jahr 1554 Gesang und Instrumentalmusik. Im Jahre 1556 erscheint sein Hauptwerk Practica Musica Hermann Finckii, Exempla variorum signorum proportionum et canonum, Judicium de tonis, ac quaedam de Arte suaviter et et artificiose cantandi continens, welches bemerkenswerte Informationen zu den damaligen Musikzuständen enthält.
- Mattheus Le Maistre, der wahrscheinlich vor 1554 am bayerischen Hof in München gewirkt hat, ist seit 1554 sächsischer Hofkapellmeister als Nachfolger von Johann Walter; ab dieser Zeit sind seine Kompositionen fast ausschließlich gedruckt überliefert. Die Hofkapelle umfasst seinerzeit 40 Musiker. Hier übernimmt er auch die Traditionen von Johann Walter und Georg Rhau, vertont Teile von Luthers Kleinem Katechismus und komponiert Choralmotetten zu Luther-Liedern. Der Musiktheoretiker Hermann Finck zählt Le Maistre in seiner Practica musica (Wittenberg 1556) zu den herausragenden Komponisten seiner Zeit.
- Nikolaus Selnecker, der unter dem Einfluss von Philipp Melanchthon am 31. Juli 1554 an der Universität Wittenberg den akademischen Grad eines Magisters der Freien Künste erlangt hat, wird am 1. Mai 1555 als Mitglied der philosophischen Fakultät aufgenommen und ist seit Sommer 1556 ihr Dekan.
- Antonio Scandello, der 1549 mit fünf weiteren „welschen Musikern“ von Kurfürst Moritz von Sachsen bei einer Italienreise eingestellt wurde, ist Mitglied der Dresdner Hofkapelle.
- Johann Walter, der seit 1548 Kapellmeister der Hofkantorei von Kurfürst Moritz war, lebt nach seiner Pensionierung 1554 in Torgau. Walters letzte Lebensjahre sind geprägt von Kompositionen und Dichtungen, die er seinen ehemaligen Landesherren widmet.

#### Österreichischer Reichskreis

##### Erzherzogtum Österreich
- Jakob Buus ist seit Spätherbst 1550 Mitglied der kaiserlichen Hofkapelle und Organist in Wien. Als Kapellmeister wirkt hier um diese Zeit Pieter Maessins, als weiterer Organist Christoph Kräll. In seiner Wiener Zeit sind nur drei Motetten entstanden, die von 1553 bis 1556 bei den Nürnberger Verlegern Montanus und Neuber erscheinen.
- Johannes de Cleve ist, worauf Belege hindeuten, ab dem Jahr 1553 Sänger (Tenorist) in der Hofkapelle des österreichischen Regenten Erzherzog Ferdinand (1503–1564) in Wien.
- Jacobus Vaet, der Ende 1551 oder Anfang 1552 die Dienste von Kaiser Karl V. verlassen hat und an die Hofkapelle von Erzherzog Maximilian in Wien gegangen ist, ist hier seit dem 1. Januar 1554 Kapellmeister.

#### Schwäbischer Reichskreis

##### Freiburg im Breisgau
- Glarean ist seit 1529 Professor der Poetik in Freiburg im Breisgau. Dort lehrt er bis zu seiner Emeritierung 1560 Poetik, Geschichte und Geografie.
- Homer Herpol, ein Schüler von Heinrich Glarean, der seit 1550 Kantor an der Kirche St. Nikolaus in Freiburg (Schweiz) ist, hält sich seit 1555 für weitere Studien bei Glarean auf.

#### Nicht eingekreiste zum Heiligen Römischen Reich zugehörige Territorien und Stände

##### Königreich Böhmen
- Nikolaus Herman ist Kantor und Lehrer an der Lateinschule in St. Joachimsthal. Hier arbeitet er unter anderem mit Johannes Mathesius zusammen, der dort ab 1532 als Rektor der Schule und ab 1540 als Pfarrer amtiert.
- David Köler, der in den Jahren 1554/55 Kantor in Schönfeld in Böhmen war, ist 1556/57 in St. Joachimsthal, heute Jáchymov.

##### Herzogtum Ferrara, Modena und Reggio
- Cipriano de Rore, der 1546 von Herzog Ercole II. d’Este (1508–1559) als Kapellmeister an seinen Hof nach Ferrara geholt wurde, wirkt hier fast zwölf Jahre lang fast ohne Unterbrechung, nachdem Ferrara zuvor schon als herausragendes Zentrum der Künste, besonders der Musik, bekannt ist. Während dieser Zeit schreibt de Rore dort mindestens 107 Werke für die Familie d’Este sowie für Mitglieder der geistlichen und weltlichen Oberschicht Europas. Seine Werke sind größtenteils in sieben Madrigalbüchern erhalten.
- Giaches de Wert wirkt Mitte der 1550er Jahre offenbar vorübergehend in Ferrara, wo er vielleicht Unterricht bei Cipriano de Rore hat. Dieser überredet ihn im Januar 1556, wieder nach Novellara zu Herzog Alfonso zurückzukehren.

##### Herzogtum Mantua
- Jachet de Mantua ist spätestens seit 1535 Magister der Kapellknaben und Kapellmeister an der Kathedrale St. Peter und Paul in Mantua. In Mantua hat er durch seine direkte Unterstellung unter den Kardinal eine Sonderstellung inne. Seine Bekanntheit beruht auch auf zahlreichen Veröffentlichungen seiner Werke, mit der Folge, dass sehr viele zeitgenössische Autoren sich in ihren Schriften mit seinem Wirken auseinandersetzen.

##### Herzogtum Toskana
- Paolo Aretino, der bis 1547 als Kantor am Dom von Arezzo gewirkt hat, ist danach bis zu seinem Tode im Jahr 1584 an Santa Maria della Pieve, ebenfalls in Arezzo, tätig.
- Francesco Corteccia steht seit dem Jahr 1539 im Dienst der Familie de’ Medici und bekleidet die Stelle des Kapellmeisters am Hofe des Herzogs Cosimo I. Zu seinen zahlreichen Schülern gehören Cristofano Malvezzi und Luca Bati (1546–1608).
- Nicolao Dorati wirkt seit 1543 in der Stadtkapelle von Lucca, zunächst als Posaunist und ab 1557 für über zwanzig Jahre als Kapellmeister.

### Königreich Dänemark und Norwegen
- Adrianus Petit Coclico, der im Jahr 1555 Nürnberg verlassen hat und für ein Jahr am Hof von Herzog Johann Albrecht I. von Mecklenburg gewirkt hat, wendet sich nach Kopenhagen, wo er ab Juli 1556 als Sänger und Musiker an der Hofkapelle von König Christian III. von Dänemark angestellt ist, für den er mehrere Motetten komponiert.

### Königreich England

#### Chapel Royal von Maria I.
- John Sheppard ist seit etwa 1552 „Gentleman of the Chapel Royal“ in London.
- Thomas Tallis, der 1543 zum „Gentleman of the Chapel Royal“ in London ernannt wurde, bekleidet dieses Amt in den folgenden 40 Jahren.

#### Diözese Ely
- Christopher Tye, der an der Universität Cambridge studierte und dort und in Oxford im Fach Musik promovierte, ist seit ca. 1543 Master of the Choristers an der Kathedrale von Ely und hat diese Stellung bis 1561 inne.

### Königreich Frankreich

#### Chapelle Royale von Heinrich II.
- Clément Janequin, der seit 1549 in Paris in den Diensten des Herzogs von Guise steht, ist seit 1555 Mitglied der königlichen Hofkapelle Heinrichs II. Seine etwa 400 Chansons, von denen bereits zu Lebzeiten etliche Drucke erscheinen, machen ihn weithin berühmt.
- Pierre Sandrin ist von 1549 bis 1560 Kanonikus der Chapelle Royale.

#### Lyon
- Loys Bourgeois lebt seit 1552 als maître musicien in Lyon.
- François Roussel, der von 1548 bis 1550 als Kapellmeister der Cappella Giulia am Petersdom in Rom tätig war, wirkt in den 1550er Jahren möglicherweise in Lyon.

#### Paris
- Jakob Arcadelt ist ab 1554 als Sänger am Hof des späteren französischen Königs Karl IX. in Paris belegt, wo er bis zu seinem Tod bleibt. Zur gleichen Zeit steht er im Dienst des humanistisch orientierten Kardinals von Lothringen, Charles de Guise (1524–1574), der ebenfalls in Paris residiert.
- Pierre Certon wirkt seit 1529 in Paris an Notre-Dame und ist hier seit 1542 Leiter des Knabenchores.
- Claude Goudimel studiert wahrscheinlich seit 1549 und bis 1557 an der Universität Paris und ist seit 1553 Teilhaber des Verlagshauses von Nicolas Du Chemin (1520–1576).
- Adrian Le Roy lebt in Paris und ist musikalischer Leiter des von ihm mit seinem Vetter Robert Ballard 1551 gegründeten Musikverlags Le Roy & Ballard. Das Verlagshaus veröffentlicht im Jahr 1556 die Sammlung Joannis Richafort, Modulorum quatuor, quinque & sex vocum. Liber primus mit 19 Motetten des Komponisten Jean Richafort.

### Italienische Staaten

#### Kirchenstaat
- Giovanni Animuccia ist seit 1555 als Nachfolger von Giovanni Pierluigi da Palestrina Kapellmeister der Cappella Giulia an St. Peter im Vatikan.
- Giulio Caccini wird sehr jung in den Knabenchor der Cappella Giulia aufgenommen. Der Musikwissenschaftler John Walter Hill vermutet „mit großer Wahrscheinlichkeit“, Caccini habe bereits 1556 als 5-Jähriger dort begonnen.
- Ghiselin Danckerts ist seit 1538 Sänger der päpstlichen Kapelle in Rom. Er wird dieses Amt bis 1565 ausüben.
- Ghinolfo Dattari erhält ab Februar 1555 in Bologna eine Anstellung als Sänger in der Kapelle von San Petronio, der er 62 Jahre lang, bis zu seinem Tode angehörte.
- Domenico Ferrabosco, der seit 1551 Sänger der päpstlichen Kapelle in Rom war, verliert nach der Inthronisierung von Papst Paul IV. am 23. Mai 1555 diese Anstellung. Der neue Papst duldet keine verheirateten Künstler in seinen Diensten und Ferrabosco muss gehen, ein Schicksal, das er mit Giovanni Pierluigi da Palestrina und Leonardo Barré teilt. Ferrabosco kehrt in seine Heimatstadt Bologna zurück und wird dort wieder als Kapellmeister aktiv.
- Jacobus de Kerle wirkt ab 1555 wieder als Magister capellae an der Kathedrale von Orvieto. In dieser Position war er hier bereits von 1548 bis 1550 tätig gewesen.
- Giovanni Pierluigi da Palestrina ist seit dem 1. Oktober 1555 als Nachfolger von Orlando di Lasso Kapellmeister der Cappella Pia an San Giovanni in Laterano, dem römischen Bischofssitz des Papstes. Die Position ist finanziell und personell deutlich schlechter ausgestattet als seine vorangegangenen Positionen. Dennoch festigt der Komponist sein Ansehen durch das Erscheinen von Madrigalen in dichter Folge in renommierten Sammeldrucken.
- Francesco Patavino ist 1556 – laut einer Notiz des zeitgenössischen paduenser Chronisten Bernardino Scardeone (De antiquitate urbis Patavii) – Kanoniker an der Basilika vom Heiligen Haus in Loreto, dies ist jedoch unsicher.

#### Königreich Neapel
- Diego Ortiz wirkt seit 1553 am vizeköniglichen Hof in Neapel. Fernando Álvarez de Toledo, 3. Herzog von Alba ernennt ihn zu seinem Kapellmeister (Maestro de Capilla).

#### Herzogtum Urbino
- Dominique Phinot ist – wie zwei Dokumente aus dem Archiv der Stadt Urbino, datiert auf den 26. März 1545 und auf den 20. November 1555, belegen – bei Herzog Guidobaldo II. von Urbino angestellt. Der Musiktheoretiker Hermann Finck stellt Phinot in seinem Buch Practica musica (Wittenberg 1556) auf eine Stufe mit Nicolas Gombert, Thomas Crécquillon und Jacobus Clemens non Papa.

#### Republik Venedig
- Baldissera Donato ist seit 1550 als Sänger (zunächst an San Marco in Venedig) aktiv und wirkt auch in der Ausbildung der Sänger.
- Andrea Gabrieli ist von Juni 1555 bis mindestens Juli 1557 Organist in seiner venezianischen Heimatgemeinde Venedig und ist nach dem Tod seines Vaters das Oberhaupt der Familie.
- Antonio Gardano, der seit 1532 in Venedig lebt und hier einen Musikverlag und eine Druckerei gegründet hat, gibt zwischen 1538 und 1569 rund 450 Publikationen, vor allem Madrigale und geistliche Musik heraus. Von den noch 388 erhaltenen Drucken sind nur zwei nicht musikalischen Inhalts.
- Gioseffo Guami soll sich zwischen 1550 und 1560 in Venedig aufgehalten haben und dort Schüler von Adrian Willaert und Annibale Padovano gewesen sein.
- Francesco Londariti kann aufgrund eines unbekannten, schwerwiegenden Vergehens seine Stellung in Venedig nicht halten und verlässt die Stadt 1556. Er arbeitet zunächst an der Kathedrale in Padua.
- Claudio Merulo, der wahrscheinlich von Tuttovale Menon ersten Unterricht erhalten hatte, arbeitet 1556 als Organist in Brescia.
- Annibale Padovano ist von 1552 bis 1565 erster Organist am Markusdom in Venedig. Padovano ist an der Einführung des wechselseitigen Musizierens der zwei auf gegenüberliegenden Emporen postierten Orgeln und Chöre beteiligt, woraus sich mit Adrian Willaert die Venezianische Mehrchörigkeit entwickelt.
- Girolamo Parabosco ist erster Organist am Markusdom in Venedig.
- Costanzo Porta lebt seit 1549 in Venedig und ist dort Schüler des Komponisten Adrian Willaert.
- Vincenzo Ruffo, der nach der Priesterweihe zunächst nur geistliche Ämter in Verona und Mailand versah, wirkt seit 1551 – nach der Rückkehr in seine Heimatstadt Verona – als Maestro di musica an der Accademia Filarmonica, ab 1554 auch als Domkapellmeister.
- Adrian Willaert ist seit dem 12. Dezember 1527 Domkapellmeister zu San Marco in Venedig. Der Komponist behält dieses Amt 35 Jahre lang bis zu seinem Tod; erst durch sein Wirken bekommt diese Stelle ihre in ganz Europa herausragende Bedeutung. 1556 erhält Willaert ein Gehalt von 200 Dukaten. Wie im Jahr 1542 unternimmt er 1556 eine Reise in seine flandrische Heimat wegen familiärer Angelegenheiten; diese sind vielleicht auch durch Probleme infolge der französischen Invasionen in den Niederlanden verursacht. Von der Reise wird er im November 1556 zurück erwartet, scheint den Urlaub aber beträchtlich überzogen zu haben. Während seiner Abwesenheit wird er von dem erfahrenen Kapellmitglied Marco Antonio Cavazzoni vertreten.

### Königreich Polen und Großfürstentum Litauen

#### Hofkapelle von Sigismund II. August
- Valentin Bakfark ist von 1549 bis 1566 Lautenist am Hof des polnischen Königs und Großfürsten von Litauen Sigismund II. August in Vilnius.
- Mikołaj Gomółka lebt am Hof von König Sigismund II. August von Polen. Seit 1548 ist er Schüler eines königlichen Fistulators (hervorragende Instrumentalisten des Königs) namens Jan Klaus, bei dem er zehn Jahre verbringt.
- Wacław z Szamotuł ist seit dem 6. Mai 1547 Mitglied der königlichen Kapelle von König Sigismund II. August von Polen in Vilnius.

#### Krakau
- Krzysztof Borek, der zunächst Chorknabe und später Mitglied der Krakauer Hofkapelle war, ist von 1556 bis 1572 deren Kapellmeister.

##### Vilnius
- Cyprian Bazylik tritt 1556 in die Dienste des Fürsten Mikołaj Radziwiłł der Schwarze in Vilnius.

### Königreich Spanien

#### Hofkapelle von Karl I. / Philipp II.
- Antonio de Cabezón ist Hoforganist Karls I. und später Philipps II. Als Hoforganist unternimmt er zwei Reisen quer durch Europa (von 1548 bis 1551 und von 1554 bis 1556) und lernt bedeutende Musiker anderer Höfe kennen.
- Nicolas Payen, der seit 1540 in der Hofkapelle von Kaiser Karl V. als clerc d’oratoire und chapelain des hautes messes gewirkt hat, tritt nach der Abdankung Karls V. im Oktober 1555 als Hofkapellmeister in die Dienste von dessen Sohn und Nachfolger Philipp II. Die Wertschätzung des kaiserlichen Hofs für ihn ergibt sich auch aus seiner Ernennung zum Hofkapellmeister 1556, nachdem Cornelius Canis von diesem Amt im Jahr 1555 zurückgetreten ist.

#### La Seu d’Urgell
- Joan Brudieu ist seit 1548 Kapellmeister auf Lebenszeit der Kathedrale von La Seu d’Urgell. Diese Position behält er – mit Unterbrechungen – bis kurz vor seinem Tode 1591.

#### Salamanca
- Diego Pisador ist nach dem Tod seiner Mutter im Jahr 1550 nach Salamanca zurückgekehrt.

#### Sevilla
- Francisco Guerrero ist seit 1551 Assistent von Kapellmeister Fernández de Castileja und Chorregent an der Kathedrale von Sevilla.
- Alonso Mudarra ist seit dem 18. Oktober 1546 Kanoniker an der Kathedrale von Sevilla. In dieser Stadt hat er einen bedeutenden Einfluss auf das Musikleben und bleibt dort noch 34 Jahre bis an sein Lebensende. Zu seinen Aufgaben an der Kathedrale gehört die Leitung aller musikalischen Aktivitäten. Hierzu gehören die Beauftragung von Instrumentalisten, der Kauf und die Leitung des Aufbaus einer neuen Orgel und die enge Zusammenarbeit mit Komponisten für die vielfältigen festlichen Anlässe.

## Instrumentalmusik

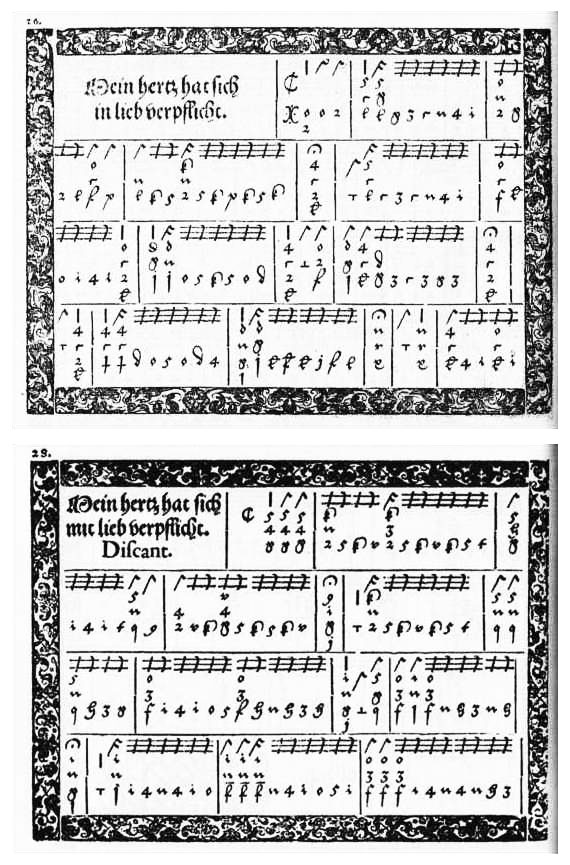
Dein Herz hat sich in lieb verpflichtet: Auszug aus Lautten Buch von Wolff Heckel. Straßburg 1556.

### Für Laute
- Valentin Bakfark – Non dite mai: Noten und Audiodateien im International Music Score Library Project
- Julien Belin – Premier Livre contenant plusieurs Motetz, Chansons, et Fantasies, Paris: Nicolas du Chemin: Noten und Audiodateien im International Music Score Library Project
- Wolff Heckel – Lautten Buch von mancherley schoenen und lieblichen stucken mit zweyen Lautte[n] zu samen zeschlagen (…), Straßburg: Noten und Audiodateien im International Music Score Library Project

### Für vier Instrumente
- Claude Gervaise – Danceries, Livre 3, Paris: Witwe von Pierre Attaingnant (drittes Buch mit Tänzen zu vier Instrumenten): Noten und Audiodateien im International Music Score Library Project; darin:
  - Si je m’en vois zu fünf Instrumenten: Noten und Audiodateien im International Music Score Library Project
- Annibale Padovano – l primo libro de ricercari a quattro voci, nuovamente da lui composti, Venedig: Antonio Gardano (erstes Buch mit Ricercars zu vier Instrumenten); darin:
  - Ricercar del primo tono: Noten und Audiodateien im International Music Score Library Project
  - Ricercar III del sesto tono: Noten und Audiodateien im International Music Score Library Project
  - Ricercar VI del' ottavo tono: Noten und Audiodateien im International Music Score Library Project
  - Ricercar VIII del ottavo tono: Noten und Audiodateien im International Music Score Library Project
  - Ricercar XI del' terzo tono: Noten und Audiodateien im International Music Score Library Project
  - Ricercar XIII del sesto tono: Noten und Audiodateien im International Music Score Library Project

## Vokalmusik

### Geistlich
- Jakob Buus – eine Motette zu vier Stimmen, in: Sextus tomus Evangeliorum, Nürnberg
- Pierre Cadéac – eine Messe zu vier Stimmen, Paris: Nicolas du Chemin

- Jacob Clemens non Papa

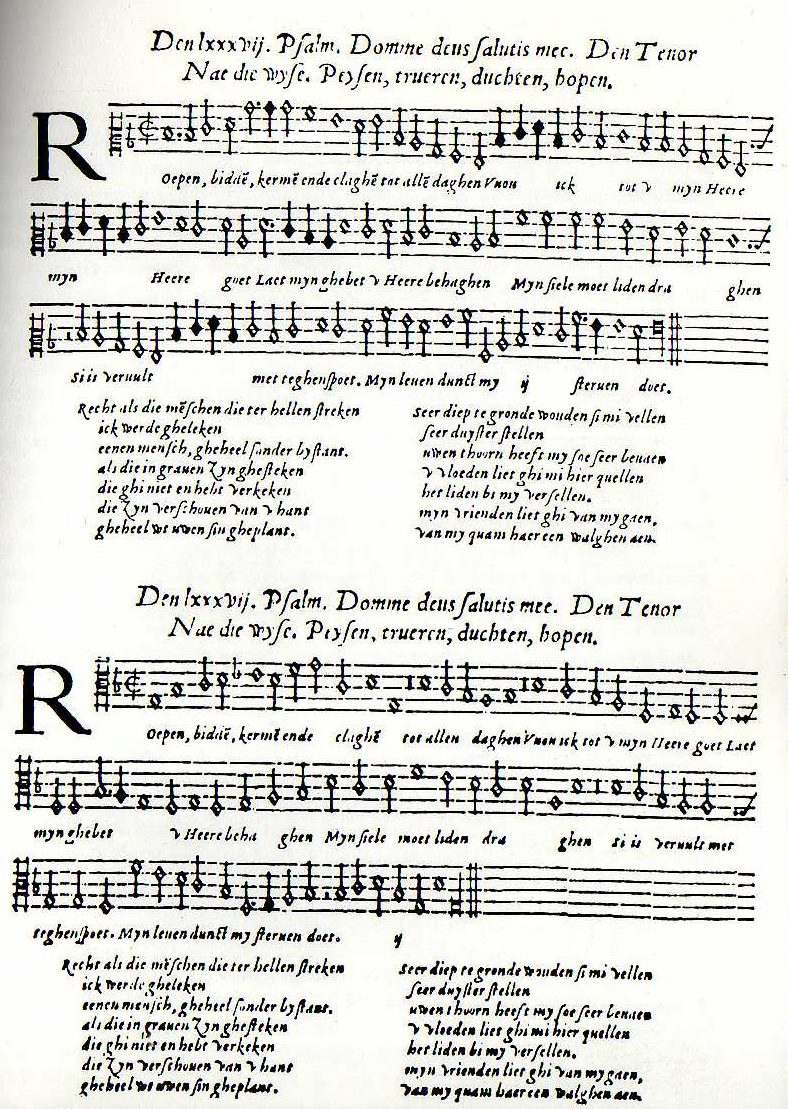
Zwei Teile der dreiteiligen Vertonung des Souterliedeken „Roepen, bidden, kermen ende claghen“ von Jacobus Clemens non Papa, veröffentlicht 1556 in einer Ausgabe der Souterliedekens von Tielman Susato in Antwerpen

  - Missa Misericorde zu vier Stimmen, Löwen: Pierre Phalèse (erstes Buch mit Messen)
  - fünftes Buch mit Motetten zu fünf Stimmen, Paris: Simon du Bosc
  - Souterliedekens I, II, & III zu drei Stimmen, Antwerpen: Tielman Susato
- Nicolas Gombert
  - Missa Dulcis amica
  - Motette Domine quis habitabit zu fünf Stimmen
- Christian Hollander
  - Motette Ego sum panis vitae zu fünf Stimmen, in: Sacrorum cantionum […] liber secundus, Antwerpen
  - Motette In nomine Ihesu zu vier Stimmen, in: Sacrorum cantionum […] liber primus, Antwerpen
  - Motette Ubi est Abel frater tuus zu vier Stimmen, in: Liber tertius sacrarum cantionum […], Düsseldorf
- Clément Janequin – Premier livre contenant plusieurs chansons spirituelles, Paris: Le Roy & Ballard
- Orlando di Lasso – erstes Buch mit Motetten zu fünf und sechs Stimmen, Antwerpen: Johann Laet; darin:
  - Motette Da pacem Domine zu sechs Stimmen, LV 63: Noten und Audiodateien im International Music Score Library Project
- Martin Peudargent – Misit me vivens pater zu vier Stimmen, Irrogat omnipotens zu sechs Stimmen, in: Sacrarum Cantionum diversorum autorum III, Düsseldorf: J. Bathen
- Pierre Phalèse (Hrsg.)
  - Cantionum sacrarum, Liber 7, Löwen (15 Motetten zu fünf Stimmen): Noten und Audiodateien im International Music Score Library Project
  - Cantionum sacrarum, Liber 8, Löwen (13 Motetten zu fünf Stimmen): Noten und Audiodateien im International Music Score Library Project
- Le Roy & Ballard (Hrsg.) – Joannis Richafort, Modulorum quatuor, quinque & sex vocum. Liber primus (19 Motetten des Komponisten Jean Richafort)
- Tielman Susato – 10 Souterliedekens zu drei Stimmen
- Tielman Susato (Hrsg.)
  - Liber I [-XIV] ecclesiasticarum cantionum zu vier bis fünf Stimmen, 1553–1558 (Liber XIII verschollen)
  - Clemens non Papa, Souterliedekens I–IV zu drei Stimmen, 1556/57 (=Het IV–VII musyck boexken)
- Verschiedene Künstler – Cancionero de Uppsala, Venedig: Girolamo Scotto (54 Villancicos): Noten und Audiodateien im International Music Score Library Project

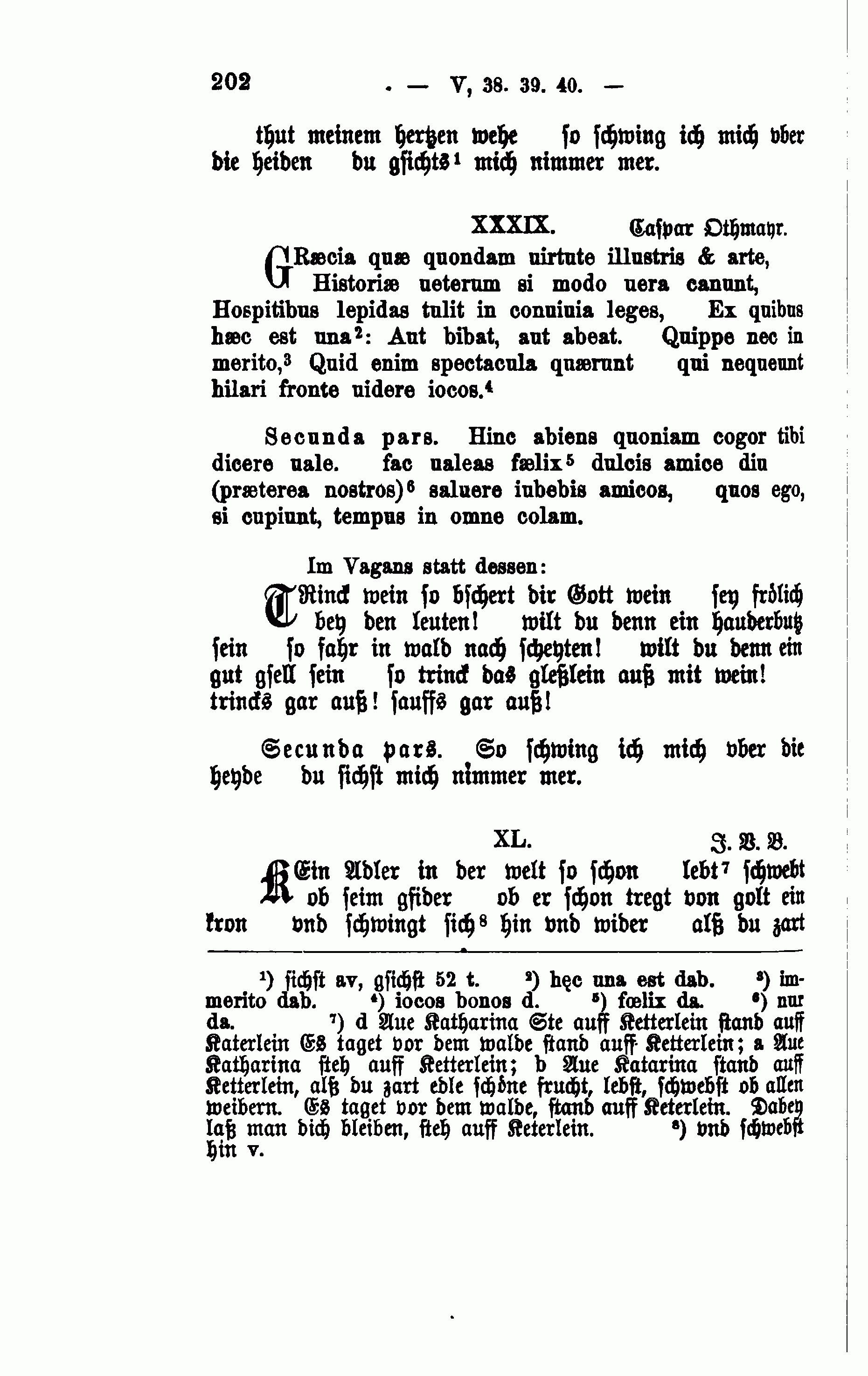
Ein Werk von Caspar Othmayr (in Frische teutsche Liedlein, S. 202)

### Weltlich
- Jakob Arcadelt – Chanson At trepida zu vier Stimmen, in: Sixiesme Livre de Chansons: Noten und Audiodateien im International Music Score Library Project
- Jean De Latre
  - Tragédie de Saint-Laurent, Antwerpen (Bühnenwerk auf Texte von Grégoire de Hollogne, Musik nicht erhalten)
  - Tragédie de Saint-Lambert, Antwerpen (Bühnenwerk auf Texte von Grégoire de Hollogne, Musik nicht erhalten)
  - Tragédie de Sainte-Catherine, Antwerpen (Bühnenwerk auf Texte von Grégoire de Hollogne, Musik nicht erhalten)
- Georg Forster
  - Der vierdt Theyl schöner frölicher frischer alter und newer teutscher Liedlein, Nürnberg, mit 40 Liedern zu vier Stimmen; darin:
    - Ludwig Senfl
      - Man spricht was Gott zussammenfügt zu vier Stimmen: Noten und Audiodateien im International Music Score Library Project
      - Wer diser zeit sein sach in dweit zu vier Stimmen: Noten und Audiodateien im International Music Score Library Project

  - Der fünffte Theil schöner frölicher alter und newer teutscher Liedlein, Nürnberg, mit 52 Liedern zu fünf Stimmen; darin:
    - Ludwig Senfl
      - Ich weiss nit, was er ihr verhiess, Lied zu fünf Stimmen: Noten und Audiodateien im International Music Score Library Project
      - Was wird es noch des Wunders noch zu sieben Stimmen: Noten und Audiodateien im International Music Score Library Project
- Jhan Gero – zweites Buch mit Madrigalen zu drei Stimmen, Venedig: Antonio Gardano
- Nicolas Gombert – Chanson Dezilde al cavallero, Canción zu fünf Stimmen
- Clément Janequin
  - Chanson Ce faux amour d’arc et de flesches s’arme zu vier Stimmen, in: Septiesme livre de chansons, Paris: Le Roy & Ballard: Noten und Audiodateien im International Music Score Library Project
  - Chanson Ce n’est pas moy c’est vous zu vier Stimmen, in: Septiesme livre de chansons, Paris: Le Roy & Ballard: Noten und Audiodateien im International Music Score Library Project
  - Chanson Doulens regretz, ennuys, souspirs et larmes zu vier Stimmen, in: Septiesme livre de chansons, Paris: Le Roy & Ballard: Noten und Audiodateien im International Music Score Library Project
  - Chanson En la prison les ennuys de ce monde zu vier Stimmen, in: Septiesme livre de chansons, Paris: Le Roy & Ballard: Noten und Audiodateien im International Music Score Library Project
  - Chanson Non feray, je n’en feray rien zu vier Stimmen, in: Septiesme livre de chansons, Paris: Le Roy & Ballard: Noten und Audiodateien im International Music Score Library Project
  - Chanson Si Dieu vouloit pour chose bien nouvelle zu vier Stimmen: Noten und Audiodateien im International Music Score Library Project
- Le Roy & Ballard (Hrsg.)
  - Chansons de plusieurs autheurs, Livre 5, Paris: Noten und Audiodateien im International Music Score Library Project; darin:
    - Chanson Vivons folastres zu vier Stimmen: Noten und Audiodateien im International Music Score Library Project

  - Chansons de plusieurs autheurs, Livre 6, Paris: Noten und Audiodateien im International Music Score Library Project
- Pierre de Manchicourt – Missa Quo abiit dilectus tuus zu vier Stimmen, Paris: Nicolas du Chemin
- Gregor Peschin
  - Glück hoffnung gib stund, Lied zu vier Stimmen: Noten und Audiodateien im International Music Score Library Project
  - Mein hertz fert hin, Lied zu fünf Stimmen: Noten und Audiodateien im International Music Score Library Project
- Vincenzo Ruffo
  - Madrigali a 5 voci, Libro 4, Venedig: A. Gardano: Noten und Audiodateien im International Music Score Library Project; darin:
    - Madrigal Cantan fra i rami gli augelletti vaghi zu vier Stimmen, in: Il primo libro di madregali cromatici a 4 voci: Noten und Audiodateien im International Music Score Library Project

  - Madrigal Alcun non può saper da chi sia amato zu vier Stimmen, in: Il primo libro di madregali cromatici a 4 voci: Noten und Audiodateien im International Music Score Library Project
  - Madrigal Deh torna a me mio sol zu fünf Stimmen, Venedig: Antonio Gardano, in: Opera nuova di musica: Noten und Audiodateien im International Music Score Library Project
  - Madrigal Ingiustissimo Amor, perché sì raro zu vier Stimmen, in: Il primo libro di madregali cromatici a 4 voci: Noten und Audiodateien im International Music Score Library Project
- Pierre Sandrin – Chanson Amour si haut zu vier Stimmen: Noten und Audiodateien im International Music Score Library Project
- Jacobus Vaet – Chanson Amour leal zu vier Stimmen, in: Jardin musical, Libre 2, Antwerpen
- Matthias Hermann Werrecore – Mein herz und gmüt zu fünf Stimmen mit Zuschreibung an „Mathias Hermanus“, 2 verschiedene Sätze

## Musiktheoretische Schriften
- Hermann Finck – Practica musica, Wittenberg: Georg Rhau: Noten und Audiodateien im International Music Score Library Project
- Philibert Jambe de Fer: L’épitome musicale, des tons, sons, et accordz...Violes & violons, Lyon: Michel du Bois: Noten und Audiodateien im International Music Score Library Project

## Instrumentenbau
- Fertigstellung der Orgel in der Jakobikirche in Rotenburg an der Fulda.

## Geboren

### Geburtsdatum gesichert
- 21. Februar: Sethus Calvisius, deutscher Komponist, Musiktheoretiker und Kantor sowie Astronom und Mathematiker († 1615)
- 13. Juni: Pomponio Nenna, italienischer Komponist († 1613?)[1]
- 10. August: Philipp Nicolai, deutscher lutherischer Hofprediger, Pfarrer und Liederdichter († 1608)
- 01. Oktober: Giovanni Apolloni, italienischer Komponist († 1625)

### Genaues Geburtsdatum unbekannt
- Pierre-Francisque Caroubel, französischer Violinist und Komponist († 1611)
- Giovanni Cavaccio, italienischer Komponist, Kapellmeister und Dichter († 1626)
- Johannes Nucius, deutscher Zisterzienser, Komponist und Musiktheoretiker († 1620)
- Jacob Paix, deutscher Organist, Orgelbauer, Kapellmeister, Komponist und Herausgeber († um 1623)
- Johannes Pincier, deutscher Mediziner, Physiker, Hochschullehrer und Kirchenlieddichter († 1624)

### Geboren um 1556
- Simon Kolb, deutscher Komponist und Sänger († 1614)[1]

## Gestorben

### Todesdatum gesichert
- 04. März: Leonhard Kleber, deutscher Organist und Komponist (* 1495)
- 07. Mai: Hieronymus Andreae (alias Formschneider), deutscher Drucker sowie Block- und Typenschneider[2]
- 10. Juni: Martin Agricola, deutscher Musiktheoretiker, Musikpädagoge und Komponist der Renaissance (* 1486)
- 00. September: Guillaume de La Mœulle, Genfer Geiger, Komponist und Sänger (* um 1485)[2]

### Genaues Todesdatum unbekannt
- Eustachius Barbion, franko-flämischer Komponist (* unbekannt)[2]
- Guillaume Simon Dubosc, französischer Verleger und Drucker (* unbekannt)[2]
- John Dygon, englischer Mönch, Komponist und Musiktheoretiker (* unbekannt)[2]
- Sebestyén Tinódi, ungarischer Liedermacher und Lautenspieler (* um 1510)
- Burkhard Waldis, deutscher Fabeldichter, Dramatiker, Zinngießer, Franziskaner, Liedkomponist und Fastnachtsautor (* um 1490)

### Gestorben um 1556
- Francesco Patavino, italienischer Komponist und Geistlicher (* um 1487 oder 1497)